# Marquess of Bute

Wappen des Marquess of Bute

Marquess of Bute ist ein erblicher britischer Adelstitel in der Peerage of Great Britain, benannt nach dem schottischen County Bute. Er wird vom Oberhaupt der Familie Crichton-Stuart getragen, einer Nebenlinie des alten englisch-schottischen Königsgeschlechts Stuart.
Stammsitz der Familie ist Mount Stuart House auf der Insel Bute. Früher gehörte der Familie außerdem auch Dumfries House in Ayrshire.

## Verleihung
Der Titel wurde am 21. Februar 1796 für John Stuart, 4. Earl of Bute, geschaffen. Dieser war zunächst zehn Jahre Mitglied des House of Commons gewesen, anschließend Botschafter im Königreich Sardinien und schließlich Lord Lieutenant für Glamorgan und Bute.

## Nachgeordnete Titel
Der Urgroßvater des ersten Marquess war bereits am 14. April 1703 zum Earl of Bute mit den nachgeordneten Titeln Viscount of Kingart und Lord Mount Stuart, Cumra and Inchmarnock ernannt worden. Diese Titel gehören allesamt zur Peerage of Scotland.
Die Mutter des Marquess, Mary Stuart, hatte 1761, als ihr Mann John Stuart, 3. Earl of Bute, Premierminister werden sollte, den Titel einer Baroness Mount Stuart, of Wortley in the County of York, als eigene Würde verliehen bekommen. Dieser Titel, der zur Peerage of Great Britain gehört, konnte nur an ihre männlichen Abkömmlinge aus der Ehe mit John Stuart übergehen.
Der erste Marquess selbst erhielt bereits am 20. Mai 1776, als sein Vater noch lebte, die Würde eines Baron Cardiff, of Cardiff Castle in the County of Glamorgan. Die Namensgebung dieses auch zur Peerage of Great Britain gehörenden Titels würdigt den erheblichen Besitz, den er aus der Familie seiner Ehefrau geerbt hatte.
Gleichzeitig mit dem Marquessat wurden 1796 die zur selben Peerage gehörigen nachgeordneten Titel Earl of Windsor und Viscount Mountjoy, of the Isle of Wight, verliehen, die sich beide auf erloschene Titel beziehen, die zuletzt der Schwiegervater des Marquess getragen hatte.
Der zweite Marquess erbte 1803 von seinem Großvater mütterlicherseits die 1633 geschaffene Würde eines Earl of Dumfries mit den nachgeordneten Titeln Viscount of Ayr (geschaffen 1622), Lord Crichton of Sanquhar (geschaffen 1488), Lord Sanquhar (geschaffen 1622) und Lord Crichton of Cumnock (geschaffen 1633), alle in der Peerage of Scotland. Zwei Jahre später erwirkte er eine königliche Erlaubnis, seinen Nachnamen in Crichton-Stuart zu ändern.
Diese Titel werden heute allesamt als nachgeordnete Titel des Marquessat geführt. Der Titelerbe (Heir apparent) führt heute den Höflichkeitstitel Earl of Dumfries, dessen ältester Sohn denjenigen eines Lord Mount Stuart. Der letztgenannte Titel wurde bis zum Erwerb der vorgenannten Earlswürde als Höflichkeitstitel des Titelerben selbst verwendet.

## Weiterer Titel
Bereits am 28. März 1627 war an James Stuart die Würde eines Baronet, of Bute, verliehen worden. Dieser Titel, der zur Baronetage of Nova Scotia gehört, wird ebenfalls vom jeweiligen Marquess getragen.

## Liste der Stuart Baronets, Earls und Marquesses of Bute und Barone Mount Stuart

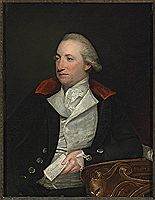
John Stuart, 1. Marquess of Bute

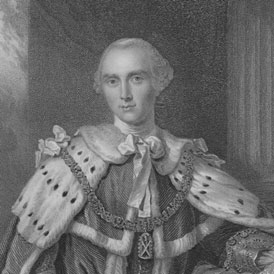
John Stuart, 3. Earl of Bute

### Stuart Baronets, of Bute (1627)
- Sir James Stuart, 1. Baronet († 1662)
- Sir Dugald Stuart, 2. Baronet († 1670)
- Sir James Stuart, 3. Baronet († 1710) (1703 zum Earl of Bute erhoben)

### Earls of Bute (1703)
- James Stuart, 1. Earl of Bute († 1710)
- James Stuart, 2. Earl of Bute († 1723)
- John Stuart, 3. Earl of Bute (1713–1792)
- John Stuart, 4. Earl of Bute (1744–1814) (1796 zum Marquess of Bute erhoben)

### Marquesses of Bute (1796)
- John Stuart, 1. Marquess of Bute (1744–1814)
- John Crichton-Stuart, 2. Marquess of Bute (1793–1848) (hatte bereits 1803 den Titel Earl of Dumfries geerbt)
- John Crichton-Stuart, 3. Marquess of Bute (1847–1900)
- John Crichton-Stuart, 4. Marquess of Bute (1881–1947)
- John Crichton-Stuart, 5. Marquess of Bute (1907–1956)
- John Crichton-Stuart, 6. Marquess of Bute (1933–1993)
- John Colum Crichton-Stuart, 7. Marquess of Bute (1958–2021)
- John Crichton-Stuart, 8. Marquess of Bute (* 1989)

Titelerbe (Heir Presumptive) ist der Onkel des jetzigen Marquess, Lord Anthony Crichton-Stuart (* 1961).

### Barone Mount Stuart (1761)
- Mary Stuart, 1. Baroness Mount Stuart (1718–1794)
- John Stuart, 4. Earl of Bute, 2. Baron Mount Stuart (1744–1814) (1796 zum Marquess of Bute erhoben)

wegen der weiteren Träger des Titels siehe oben